# Kalotina (distrikt)
Kalotina (bulgariska: Калотина) är ett distrikt i Bulgarien.   Det ligger i kommunen Obsjtina Dragoman och regionen Sofijska oblast, i den västra delen av landet, 50 km nordväst om huvudstaden Sofia.
I omgivningarna runt Kalotina växer i huvudsak lövfällande lövskog. Runt Kalotina är det glesbefolkat, med 19 invånare per kvadratkilometer.  Klimatet i området är tempererat. Årsmedeltemperaturen i trakten är 10 °C. Den varmaste månaden är juli, då medeltemperaturen är 22 °C, och den kallaste är februari, med 0 °C. Genomsnittlig årsnederbörd är 981 millimeter. Den regnigaste månaden är maj, med i genomsnitt 126 mm nederbörd, och den torraste är augusti, med 40 mm nederbörd.